# Évêché titulaire de Cataquas
Cataquas est le nom d'un ancien diocèse de Numidie, en Afrique du Nord, aujourd'hui désaffecté.
Son nom est utilisé comme diocèse titulaire d'un évêque chargé d'une autre mission que la conduite d'un diocèse contemporain.
Il serait situé en Algérie, entre Carthage et Hippone, et Saint Augustin y aurait souvent séjourné.

## Liste des évêques contemporains titulaires de ce diocèse
| Début            | Fin               | Nationalité      | Nom                               | Fonction exercée                                 |
| ---------------- | ----------------- | ---------------- | --------------------------------- | ------------------------------------------------ |
| 4 février 1953   | 14 septembre 1955 | Française        | Alphonse Fresnel                  | Vicaire apostolique de Fort-Dauphin (Madagascar) |
| 19 décembre 1955 | 10 novembre 1959  | Suisse           | André Perraudin                   | Vicaire apostolique de Kabgayi (Rwanda)          |
| 5 mars 1960      | 24 novembre 1960  | Vietnamienne     | Dominique-Marie Dinh-Duc-Tru (it) | Vicaire apostolique de Thái Bình                 |
| 24 jiuin 1961    | 29 novembre 1967  | Congolaise (RDC) | Alexander Mbuka-Nzundu (de)       | Évêque auxiliaire de Kikwit                      |
| 25 mars 1992     | 28 juin 1999      | Polonaise        | Jan Chrapek                       | Évêque auxiliaire de Drohiczyn                   |
| 29 octobre 1999  | 11 novembre 2008  | Congolaise (RDC) | Daniel Nlandu Mayi (en)           | Évêque auxiliaire de Kinshasa                    |
| 28 novembre 2008 | 15 novembre 2017  | Française        | Nicolas Souchu                    | Évêque auxiliaire de Rennes                      |
| 4 décembre 2017  | en fonction       | Mexicaine        | Mario Alberto Avilés (en)         | Évêque auxiliaire de Brownsville                 |